# Železniční trať Pečky – Bošice – Bečváry/Kouřim
Železniční trať Pečky – Bošice – Bečváry/Kouřim (v jízdním řádu označena číslem 012, část Bošice–Bečváry dříve označena číslem 013) je regionální železniční trať ve Středočeském kraji.
Trať je dlouhá 28 km včetně odbočky a vede z Peček do Bošic, kde se rozvětvuje na větve do Kouřimi a do Bečvár.

## Historie
List povolení Františka Josefa Prvního ze dne 28. srpna 1880 daný ku stavbě a užívání železnice místní ze štace Pečské přes Radim, Plaňany a Votelec do Zásmuk s odvětvími do Kouříma a k cukrovaru Karlstálskému blíž Svojšic propůjčoval koncesi priv. rakouské železnici státní. Společnost jest povinna stavbu železnic do listopadu 1881 dokonati, obecnou jízdu po nich zavésti a po všechen čas koncese nepřerušeně po nich jezditi.
Na trati byl zahájen provoz 15. února 1882. Traťový úsek Zásmuky–Bečváry byl vystavěn a provozován od roku 1887 jako vlečka, na veřejnou trať byl přeměněn roku 1901. K 1. 1. 1908 byla společnost zestátněna.
V roce 1884 (1881?) byla otevřena odbočná trať Bošice–Svojšice o délce 2,3 km, která sloužila pouze nákladní dopravě. Jedna větev této trati vedla k cukrovaru Karlov, druhá větev ke dvoru Nouzov pravděpodobně byla jen rozestavěna a nebyla dokončena. 1. ledna 1908 byla trať zestátněna, roku 1916 byl její status změněn na vlečku, roku 1926 byla tato odbočná trať zrušena. Začátek někdejší tratě slouží dnes jako část vlečky skladu Správy státních hmotných rezerv BOLETEX.[zdroj?]
V roce 1953 došlo k přeložení části tratě na výjezdu z Peček.
V prosinci 2006 byla zastavena pravidelná doprava na úseku Bošice–Bečváry. Již v roce 2007 zahájila KŽC Doprava provoz výletního vlaku Podlipanský motoráček, na nějž nasazovala motorový vůz 831, vlaky jezdily vždy v sobotu a neděli během letních prázdnin po celé trati včetně odbočky do Kouřimi.[zdroj?]
V roce 2013 došlo při záplavách k významnému poškození trati v souvislosti s extrémním průtokem na řece Výrovce. Drážní těleso a mosty přes Výrovku tvořily zábranu proudící vodě, v úseku Chroustov–Chotutice došlo na několika úsecích k vymletí drážního tělesa. Opravy byly zahájeny bezprostředně.[zdroj?]
V květnu 2021 se objevil seznam několika lokálních železničních tratí, na kterých Středočeský kraj již nechce objednávat od nového jízdního řádu osobní dopravu. Mezi nimi i úsek Plaňany zastávka - Kouřim (technicky Plaňany zastávka - Bošice a Bošice - Kouřim). Všechny vlaky tak měly být ukončeny již v zastávce Plaňany zastávka a v trase neobjednané vlakové linky měla být zavedena nová autobusová linka obsluhující dotčené obce (Žabonosy, Zalešany, Bošice, Kouřim) a 3 další obce při trase této linky. Proti tomuto záměru se od počátku stavěly jak dotčené obce, tak obce ležící na zbytku trati, kde měl být provoz zachován v plném rozsahu. Vzájemnou spoluprací těchto subjektů bylo dosaženo zachování provozu osobní dopravy na celém úseku trati 012 z Peček do Kouřimi i pro jízdní řád 2021/2022. Důsledkem této dohody byla mírná redukce spojů v celé trase (o 3 páry v úseku Pečky - Plaňany, o 2 v úseku Plaňany - Kouřim) a prodloužení intervalů ve špičkách pracovních dní (z 60 na 90 minut) a s ním spojená ztráta taktovosti (do té doby vlaky jezdily každých 60 nebo 120 minut v přibližně stejný čas). Jako pozitivní důsledek se očekávala nižší finanční náročnost na běžný provoz (provoz měl být dokonce i finančně méně náročný než krajem navrhovaná varianta) a nasazení částečně nízkopodlažního vozidla (814).

## Provoz na trati
V roce 1900 byly podle tehdejšího jízdního řádu v provozu tyto stanice: Pečky, Radim, Plaňany, Plaňany (odbočka), Bošice, Kouřim, Votelež, Zásmuky, Velké Bečváry.
| období jízdního řádu                                                                                   | číslo tratě a celkový rozsah tratě   | počet vlaků                                                                                      |
| --- | ------------------------------------ | ------------------------------------------------------------------------------------------------ |
| 1900                                                                                                   | 7 Pečky - Velké Bečvary              | 2 Sm, Zásmuky – Bečváry jen jeden                                                                |
| 1921 léto                                                                                              | 4 Pečky - Zásmuky-Bečváry            | 4 Sm, Bošice – Zásmuky +1, Zásmuky – Bečváry jen 2                                               |
| 1928/29 zima                                                                                           | 14 Pečky - Bečváry                   | 4 N + 4 M, Bošice – Zásmuky jen 3 M, Zásmuky – Bečváry 5 N + 4 M                                 |
| 1937/38 zima                                                                                           | 14 Pečky - Bečváry                   | 8 Os, Bošice – Zásmuky +1, Zásmuky – Bečváry jen 4                                               |
| 1944/45                                                                                                | 501b Pečky - Kouřim                  | 6 Os, Bošice – Zásmuky +1, Zásmuky – Bečváry jen 3                                               |
| 1945/46                                                                                                | 1b Pečky - Bečváry                   | 7 Os, Zásmuky – Bečváry jen 5                                                                    |
| 1959/60                                                                                                | 1b Pečky-Bošice-Kouřim/Bečváry       | 9 Os, Bošice – Zásmuky 4 Os, Zásmuky – Bečváry 5 Os                                              |
| 1975/76                                                                                                | 1b Pečky-Bošice-Kouřim/Bečváry       | 14 Os, Bošice – Zásmuky 9 Os, Zásmuky – Bečváry 10 Os                                            |
| 2002/03                                                                                                | 012 Pečky-Kouřim, 013 Bošice–Bečváry | 10 Os, Bošice – Zásmuky 4 Os, Zásmuky – Bečváry 5 Os                                             |
| 2005/2006                                                                                              | 012 Pečky-Kouřim, 013 Bošice–Bečváry | 12 Os, Bošice – Zásmuky 3 Os, Zásmuky – Bečváry 1 Os                                             |
| 2013/14                                                                                                | 012 Pečky-Kouřim                     | 15 Os Pečky - Plaňany,13 Os Plaňany - Kouřim, Bošice – Bečváry jen 5 sezónních vlaků o víkendech |
| 2019/2020                                                                                              | 012 Pečky – Bečváry, Bošice – Kouřim | 15 Os Pečky - Plaňany,13 Os Plaňany - Kouřim, Bošice – Bečváry jen 5 sezónních vlaků o víkendech |
| 2021/2022                                                                                              | 012 Pečky – Bečváry, Bošice – Kouřim | 12 Os Pečky - Plaňany, 11 Os Plaňany - Kouřim O víkendech 9 párů spojů v celé trase              |
| Vysvětlivky Sm – smíšený vlak, N – nákladní vlak s přepravou osob, M – motorový vlak, Os – osobní vlak |                                      |                                                                                                  |

## Vozidla
Provoz osobní dopravy je zajišťován motorovými vozy, dříve vozy řady 801, dnes[kdy?] jsou do pravidelného osobního provozu nasazovány výhradně vozy řady 810. Při občasných historických jízdách jsou na trať nasazovány jak parní lokomotivy řady 310.0 tak motorové vozy řady 801 a 830 - na trati byl provozován sezónní výletní vlak společnosti KŽC Doprava Podlipanský motoráček.[zdroj?]

## Navazující tratě

### Pečky
- Železniční trať Praha–Kolín

### Bošice
- Železniční trať Bošice–Svojšice, dnes vlečka BOLETEX

### Bečváry
- Železniční trať Kolín–Ledečko

## Stanice a zastávky

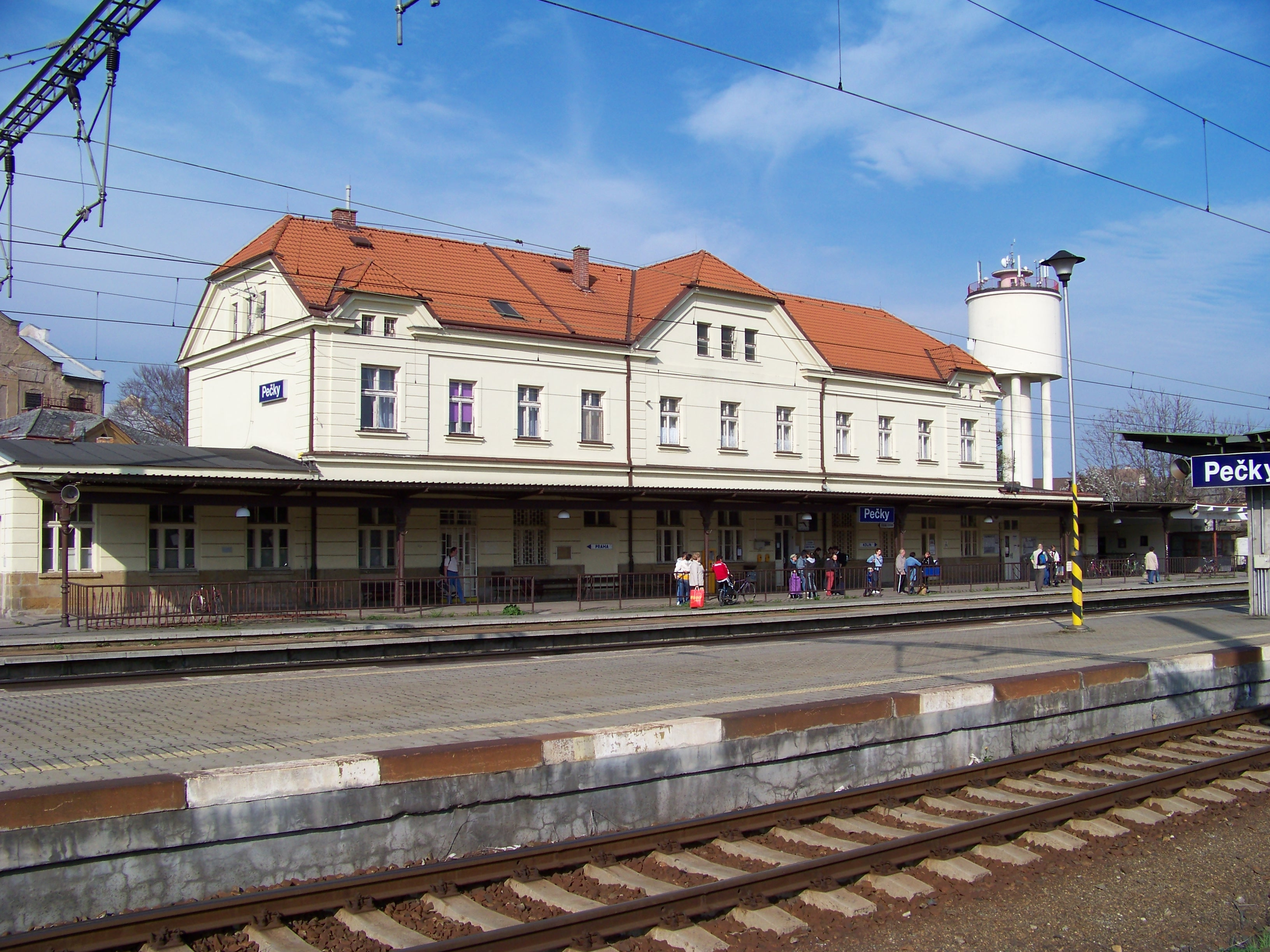
Pečky
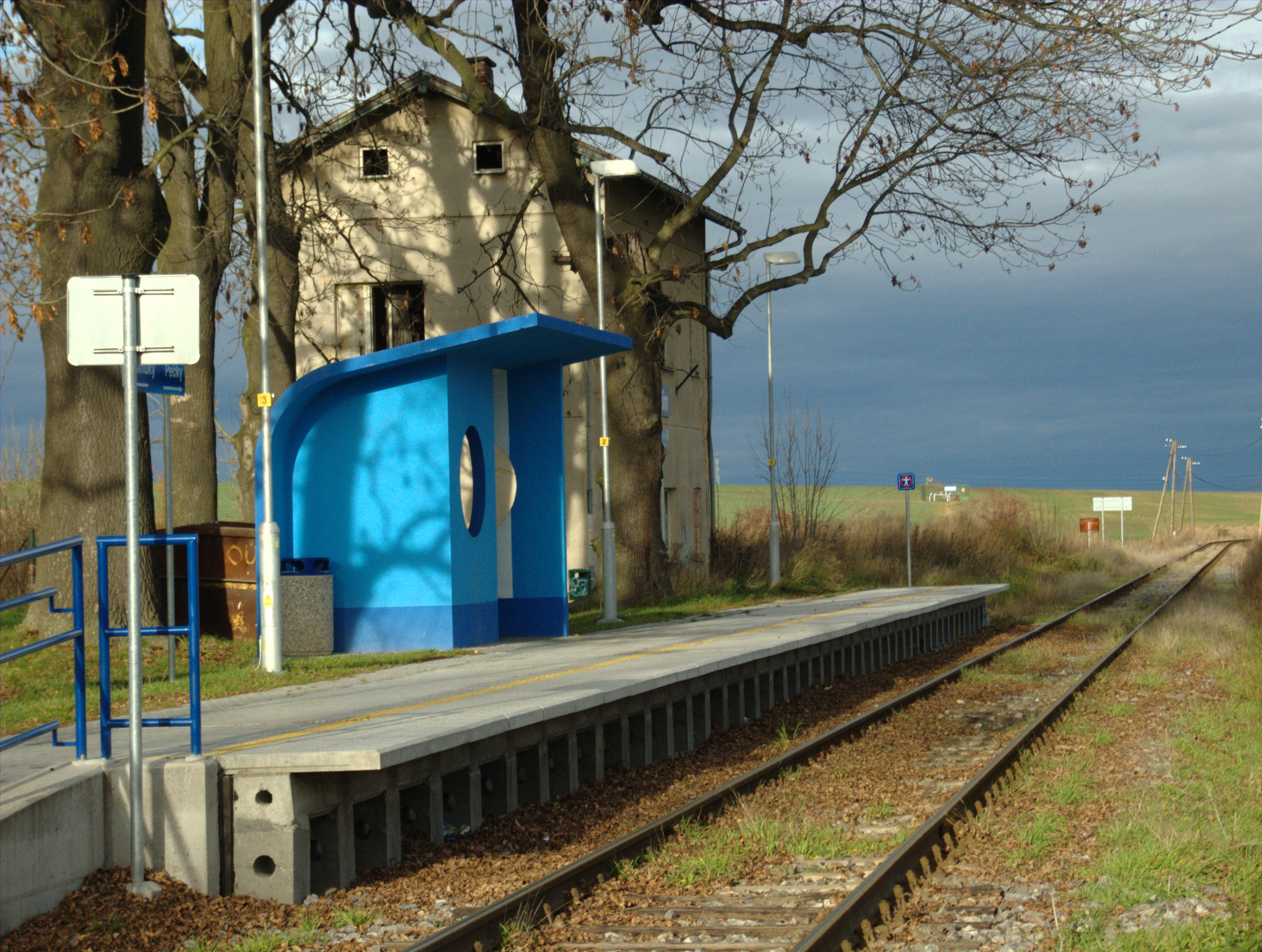
Radim
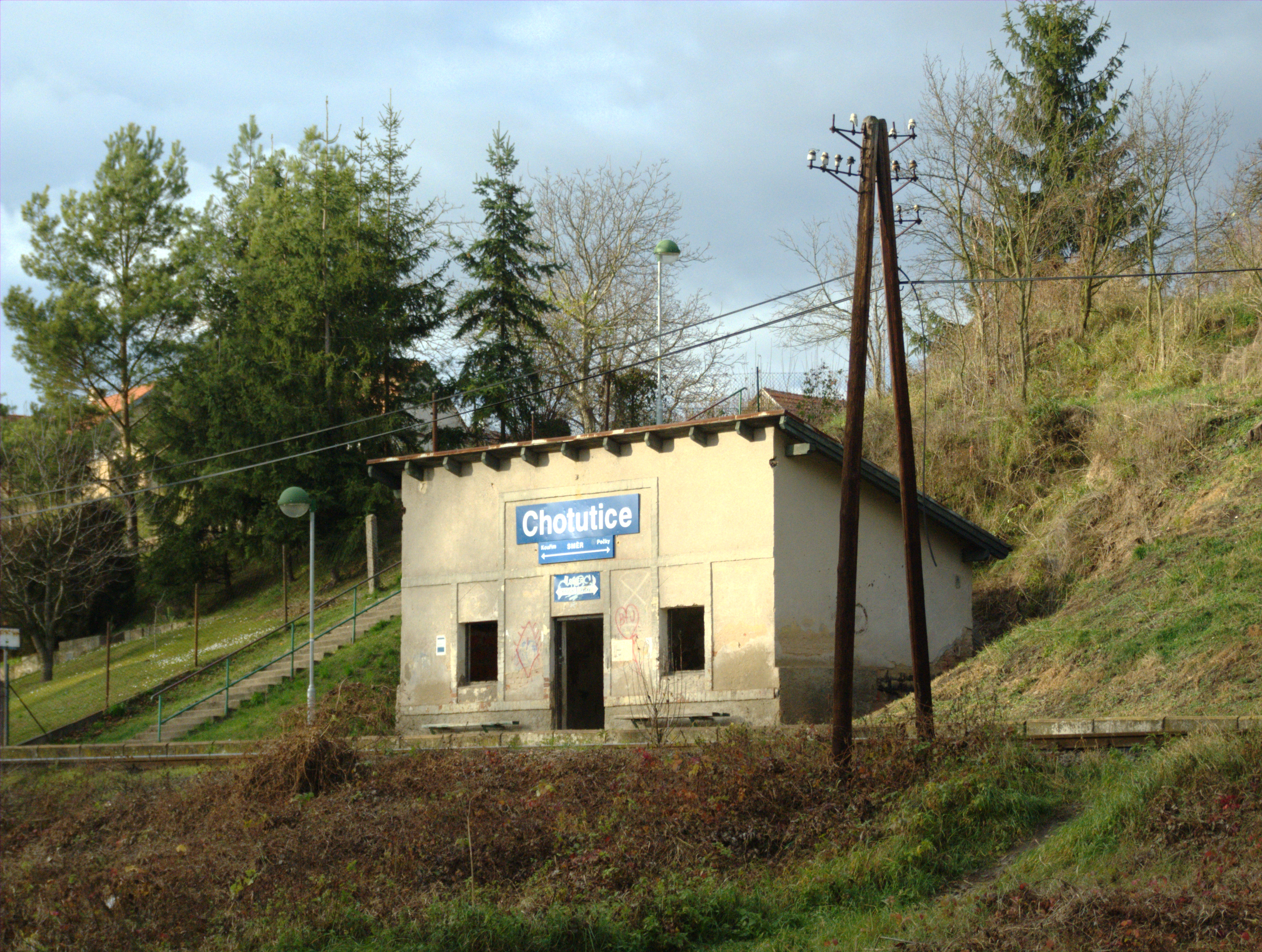
Chotutice
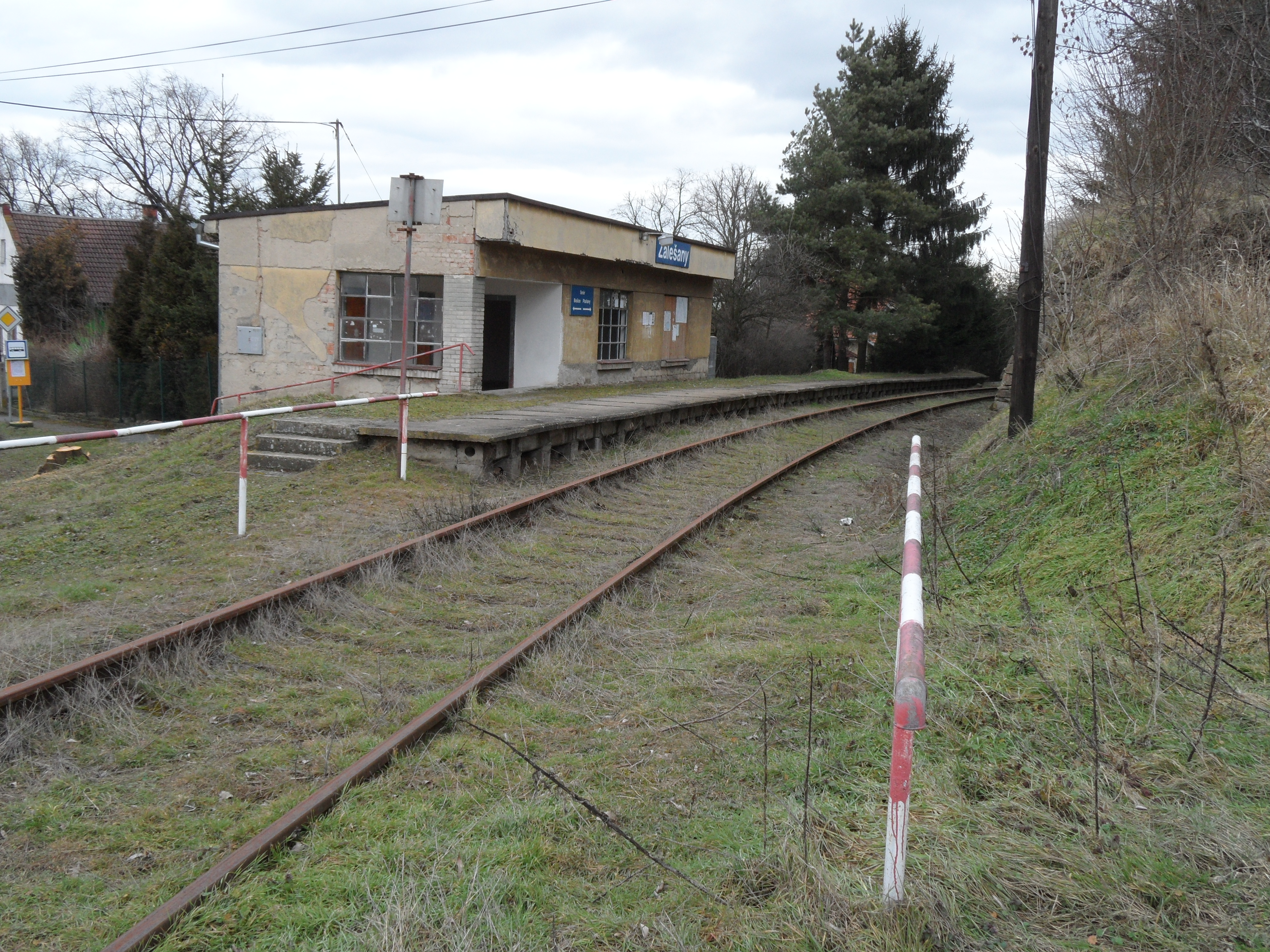
Zalešany
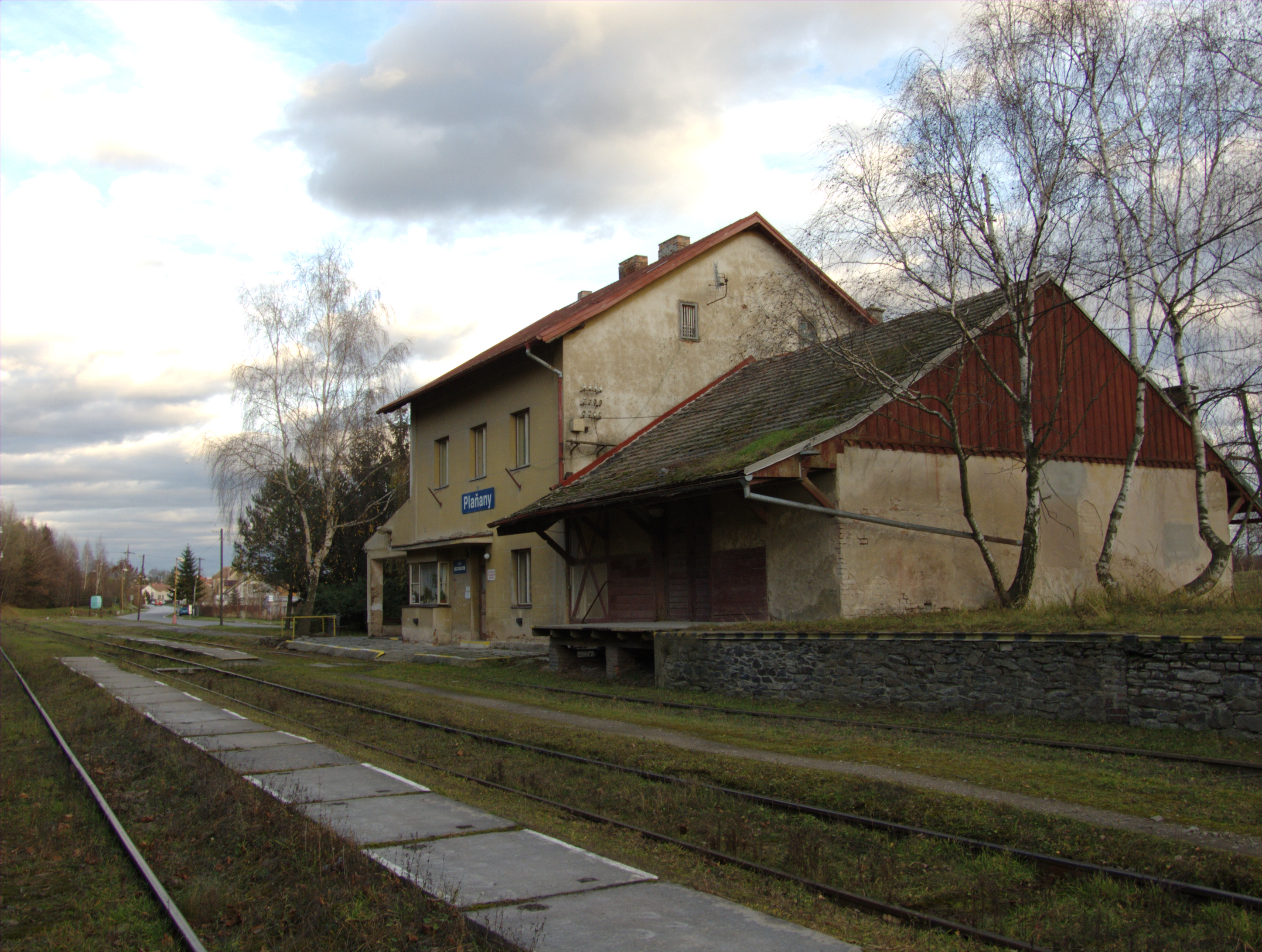
Plaňany
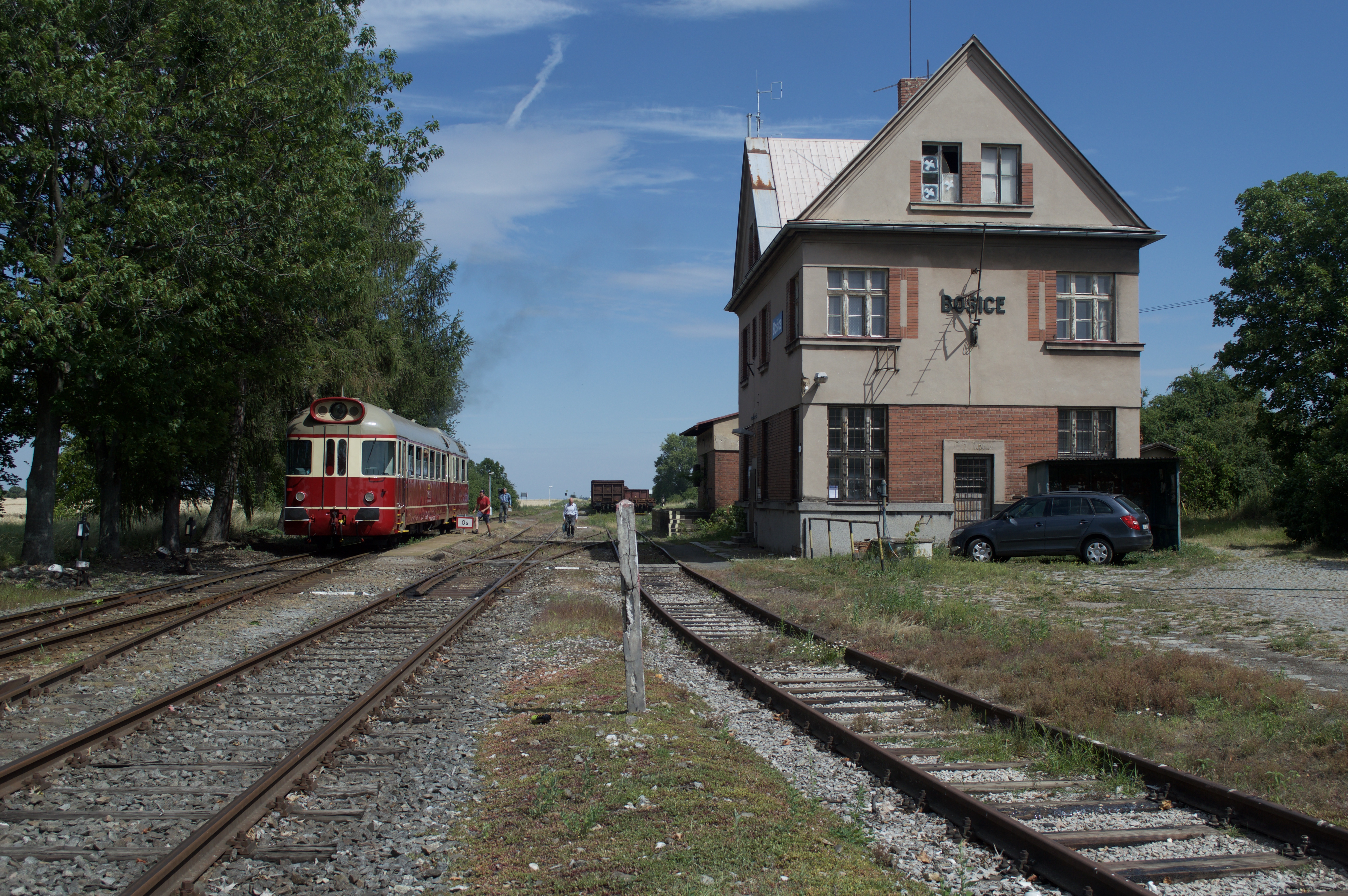
Bošice
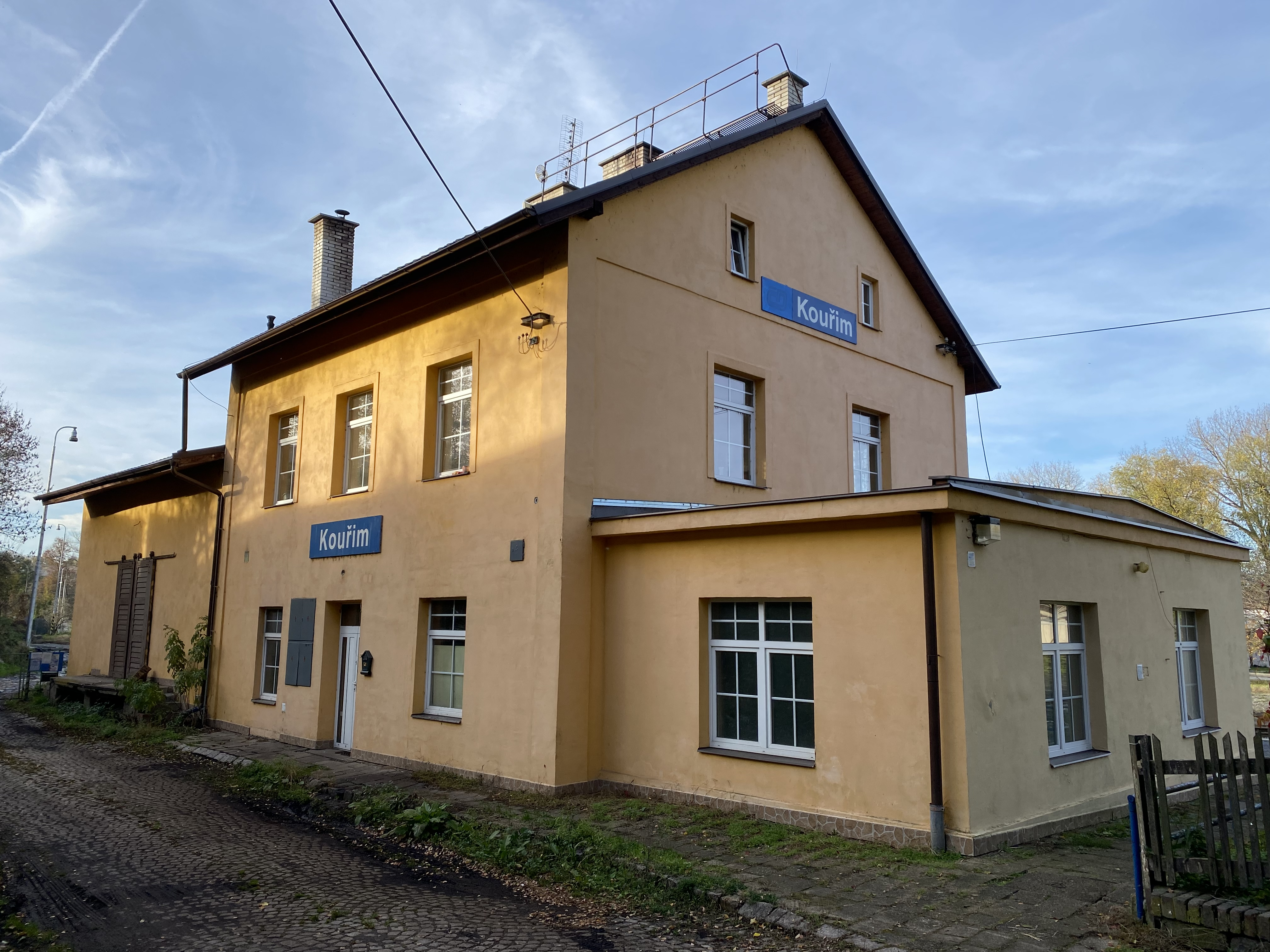
Kouřim
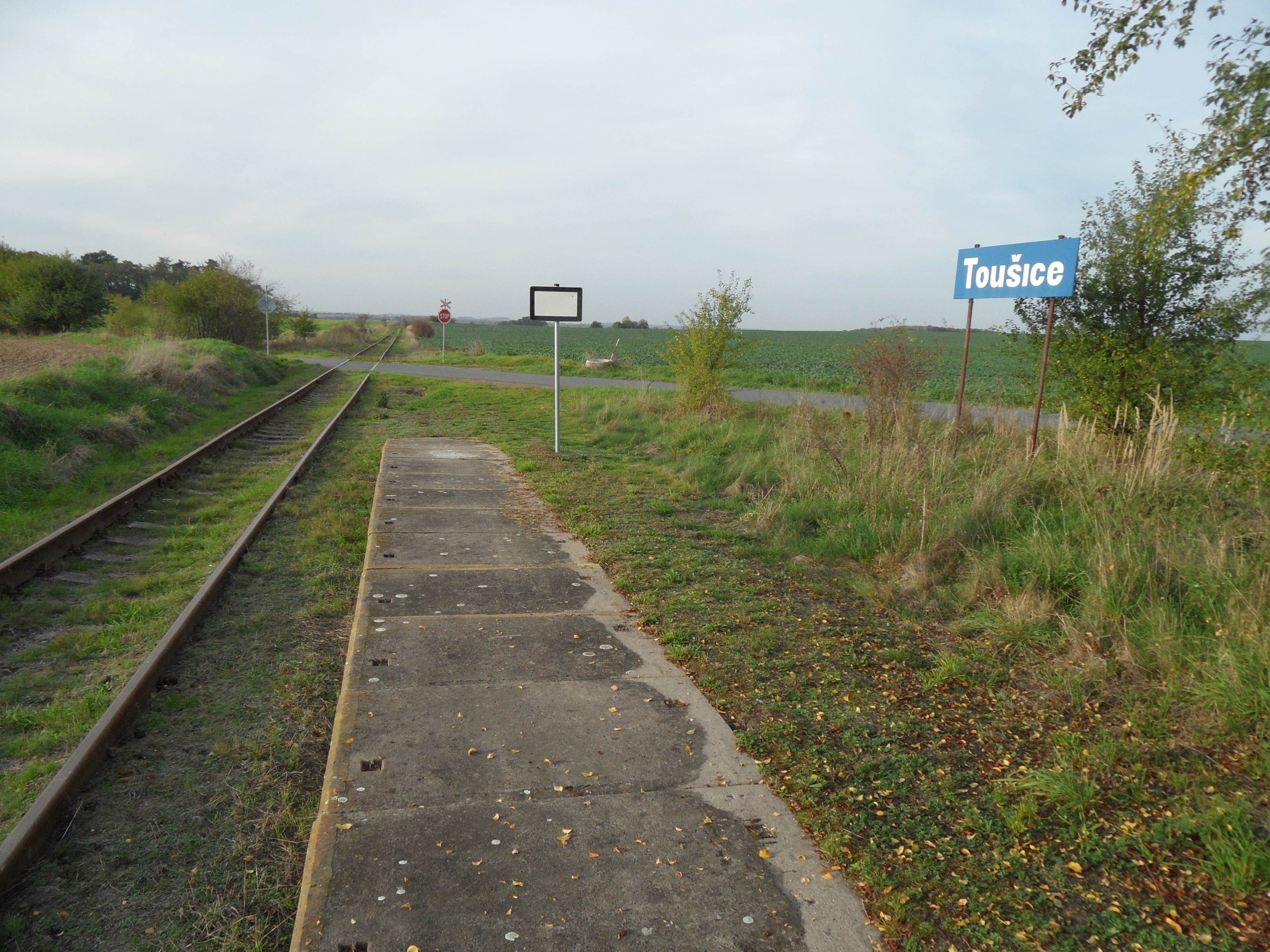
Toušice
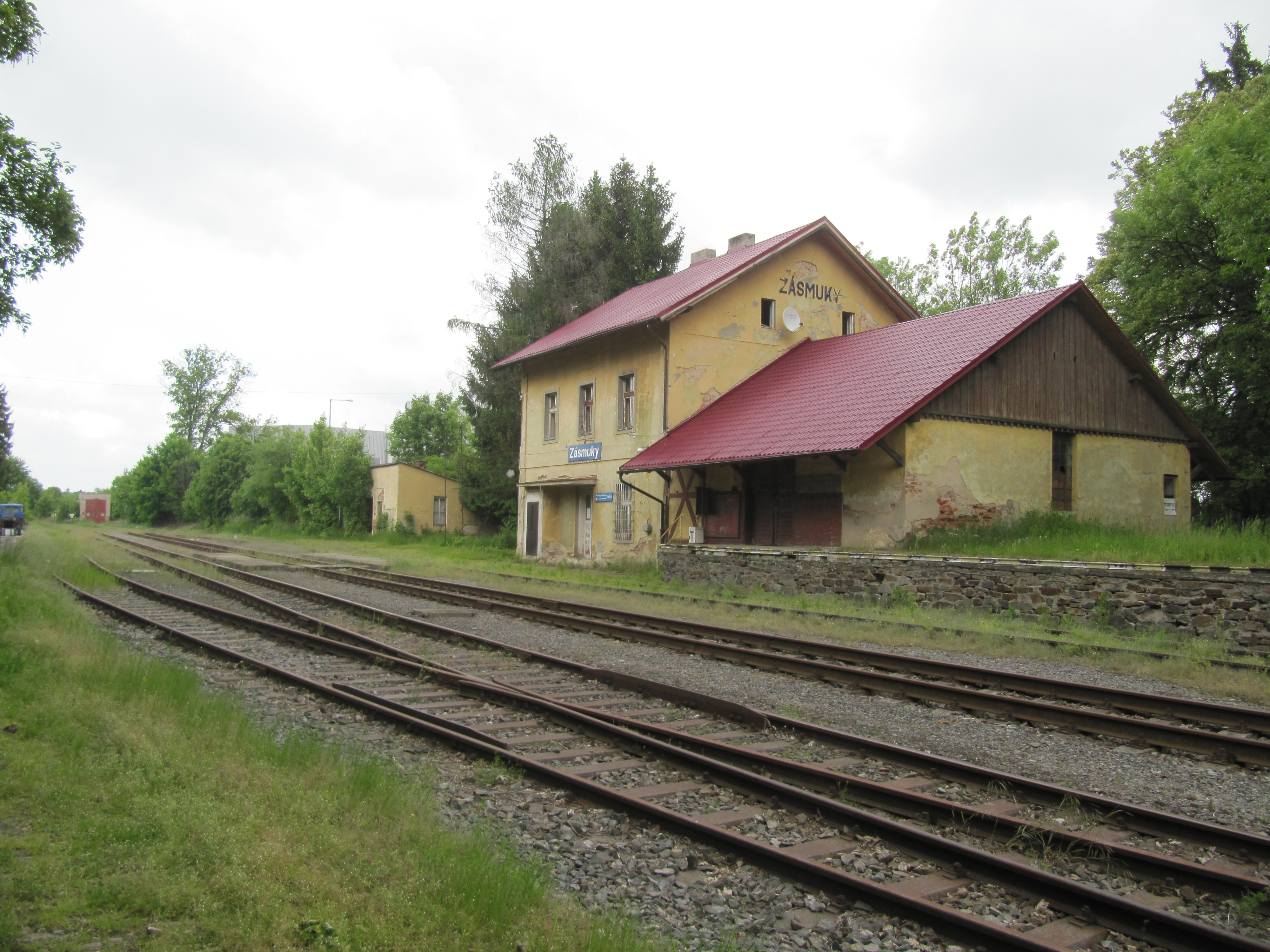
Zásmuky
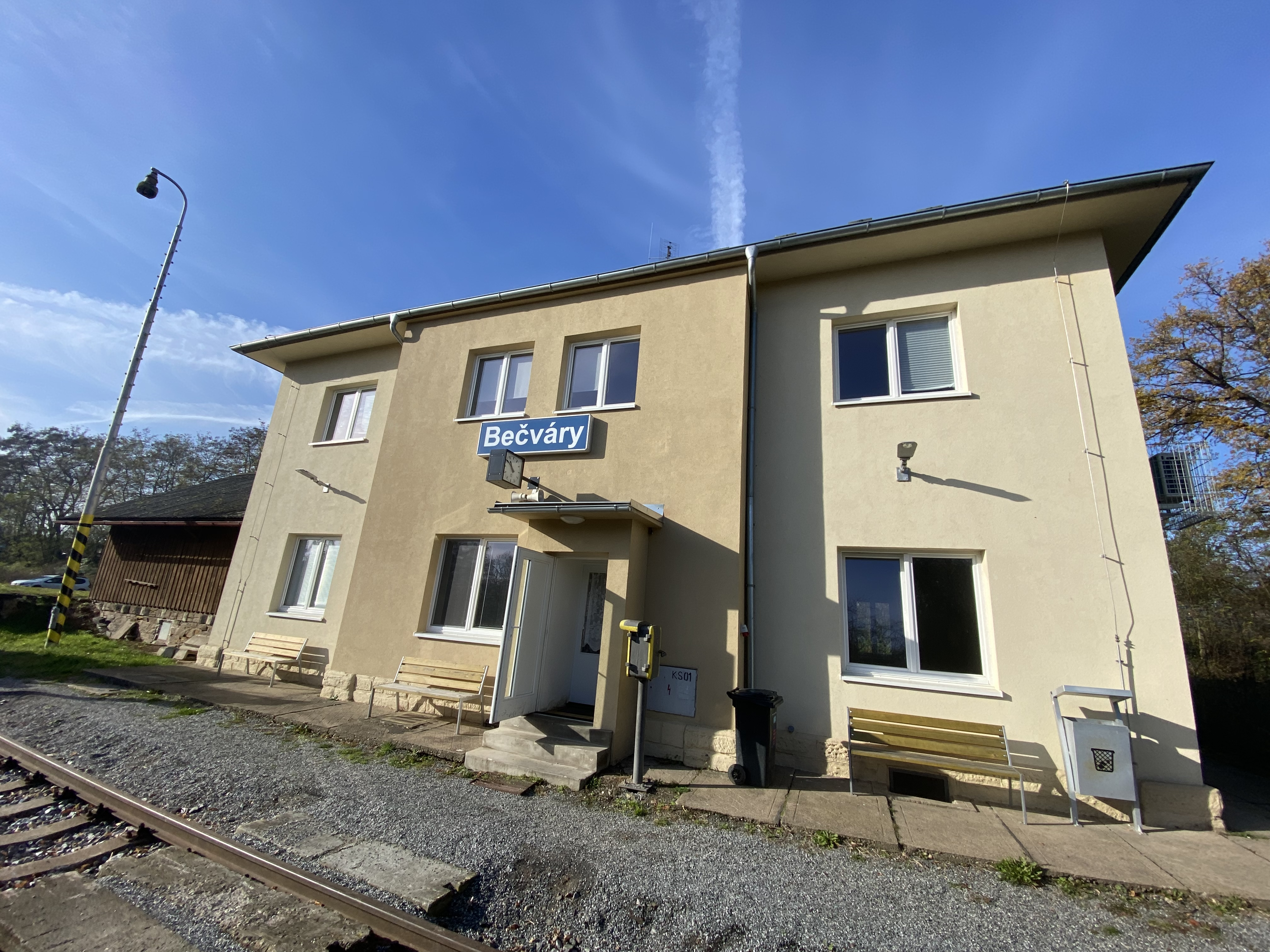
Bečváry